# شهرستان کراسنوپارتیزانسکی
شهرستان کراسنوپارتیزانسکی (به لاتین: Krasnopartizansky District) یک شهرستان در روسیه است که در استان ساراتوف واقع شده‌است.